# Haute société protestante
Pour les articles homonymes, voir HSP et Haute société.
 (février 2025).
Motif : Article illisible à force d'abus de liens internes non pertinents (jusqu'à l'absurde !) qui noient le lecteur et l'égarent dans des voies de traverse. Résultat : au bout du énième lien qui l'a mené à une simple définition lexicographique, il cesse d'ouvrir les LI, alors que justement certains étaient importants, encyclopédiques, informatifs. Cf WP:LI. Dommage car le contenu aurait été de bonne tenue.
« Haute société protestante », en abrégé HSP, est une expression française, née au XIXe siècle, qui désigne un ensemble de familles fortunées de religion protestante, auxquelles on prête une solidarité mutuelle et un pouvoir en partie occulte au sein d'une élite et d'une société française majoritairement catholique. L'expression s'applique donc essentiellement aux membres des familles de la grande bourgeoisie protestante composée de grands industriels, banquiers, négociants et armateurs dont les fortunes et les réseaux d'influence remontent au XIXe siècle. 
Les familles fréquemment citées dans ce cadre sont notamment les familles André, Bethmann, Courvoisier, Davillier, Delessert, Dietrich, Dollfus, Féray, Frerejean, Guerlain, Hermès, Hottinguer, Japy, Kaltenbach, Kléber, Koechlin, Laederich, Mallet, Marchegay, Mieg, Mirabaud, Monod, Nègre, Odier, Oberkampf, Peugeot, Poupart de Neuflize, de Pourtalès, Raoul-Duval, Renouard de Bussière, Riboud, Sabatier, Say, Schlumberger, Seydoux, Vernes. Manipulé par quelques polémistes antiprotestants, le concept de HSP n'en est pas moins reconnu et utilisé en sociologie.

## Origine de l'expression
Selon l'historien et généalogiste Éric Bungener : « autour des régents de la Banque de France sous l’Empire s’est construit le mythe d’une HSP, “haute société protestante”, constituée d’un tout petit nombre de familles, très riches, et qui se mariaient entre elles »,.

## Évolution sociologique

### À Paris
Bon indicateur de la composition de l'élite protestante du début du XIXe siècle, l'analyse des origines et des professions du consistoire de l’Église réformée de Paris indique, outre que ses membres sont pour moitié d'origine étrangère, que les deux professions principales y sont celles de banquier et de négociant. En outre, certains protestants font au XIXe siècle des carrières politiques importantes, bien caractérisées par les ministres Guizot ou Waddington. C'est au sein de cette société fortunée que vont se recruter nombre d'adeptes du Réveil, particulièrement ceux qui vont fréquenter la Chapelle de la rue Taibout, et qui vont financer nombre d’œuvres protestantes à caractère social ou religieux. 
Il est important de préciser, à ce stade, que la HSP ne représente qu'une minorité des protestants parisiens. Il existe, chez les réformés comme chez les luthériens, d'une part, une petite et moyenne bourgeoisie et, d'autre part, un peuple ouvrier et paysan, à la fois à Paris intra muros et en banlieue.
En 1903, la HSP parisienne conserve une structure socioprofessionnelle très particulière comprenant, dans l’ordre décroissant, des professeurs, des médecins, des pasteurs et des banquiers. Son importance se réduit après la Première Guerre mondiale, et sa discrétion la rend peu visible. Toutefois en 1935, la liste des « deux cents familles » protestantes les plus influentes indique que les professions bancaires et de chefs d'entreprises, essentiellement parisiennes, continuent à dominer le classement des activités. On relève aussi que l'implication de ces familles dans la direction des Églises protestantes reste forte. Vers 1950, la haute société protestante représente environ 1 500 personnes adultes, concentrées à Paris dans les paroisses de Passy, de l’Étoile et de Pentemont, avec des ramifications familiales en Suisse et dans les pays anglo-saxons. 
Aujourd’hui, la concentration des entreprises a fait disparaître bon nombre des entreprises familiales qui faisaient l'originalité du tissu social de la HSP parisienne. Sa structure sociale est à présent parfaitement similaire à celle de la grande bourgeoisie française en général : chefs d’entreprise, ingénieurs, avocats, médecins, cadres supérieurs, hauts fonctionnaires et universitaires. La sécularisation de la société retire aussi une partie de sa pertinence à la notion de HSP, qui apparaît aujourd'hui beaucoup plus diluée qu’à la fin du XIXe siècle, ce malgré les décomptes de personnalités du monde économique d'origine protestante produits à l'occasion par certains auteurs.

### Dans les villes de province
Certaines grandes villes françaises, notamment celles situées dans les terroirs protestants traditionnels, ont aussi eu leur haute bourgeoisie protestante : c'est le cas par exemple de Strasbourg, Mulhouse, Bordeaux, Lyon, Montpellier ou Nîmes. L'évolution de ces groupes sociaux est de même nature que celle de la HSP parisienne. Par exemple à Lyon, la HSP représenterait au début du XXIe siècle au plus une trentaine de familles et elle a pratiquement cessé d'exister à la fin des années soixante, « quand a cessé l’ostracisme envers les protestants de la bourgeoisie catholique lyonnaise ».

## Utilisation de l'expression dans la polémique antiprotestante
À la fin du XIXe siècle, le journaliste royaliste et antisémite Ernest Renauld dénonce « l'oligarchie huguenote », faisant référence à certains hauts postes de la fonction publique occupés par des protestants. Pour Renauld, il y a une surreprésentation du protestantisme en certains lieux de la société. Il soutient de plus que si « un protestant s'en va ; un autre vient à sa place », d'où sa dénonciation d'un « péril protestant », qui est le titre de son ouvrage paru en 1899. Le terme de « haute société protestante » est repris par les polémistes, car il évoque des sous-entendus conspirationnistes, analogues aux « Deux cents familles » ou au « complot judéo-maçonnique ». Il n'est plus guère utilisé au XXe siècle, l'anti-protestantisme primaire à la Barrès[réf. souhaitée] ayant quasiment disparu, malgré la parution de quelques pamphlets encore assez acides.